# 35年目のラブレター
『35年目のラブレター』は、小倉孝保によるノンフィクション。2024年4月18日に講談社より刊行された。
2025年に映画版が公開された。

## あらすじ
西畑保は貧しさが起因となり、学校でお金を盗んだと誤解され、教職員や同級生からいじめを受け、小学2年生を最後に学校に通わなくなる。その影響から字の読み書きが困難となり、そのことが理由で様々な場所でいじめや差別を受けた。皎子と見合結婚してからも読み書きができないことを隠してきたが、回覧板に自身の名前を書けなかったことで隠しきれず、離婚を覚悟で読み書きができないと白状した。皎子はその事実を受け入れて保に文字の読み書きを教えてみたものの、保は乗り気にならず、いつしかやめてしまう。子どもが生まれた時の出生届は手に包帯を巻いて怪我したと偽り窓口の人に代筆を依頼して凌いだ。結婚当初は御所市のアパートに住んでいたが、新築の県営団地に当選し、以後県営団地に住む。
奈良市内の寿司屋では働きぶりを認められて定年後も雇用継続で勤務していたが、64歳の春に退職することになった。退職前の帰り道の夜、談笑する女性グループに何度か遭遇し、聞いてみると近くの夜間中学帰りだという。3月の終わりに中学校に話を聞きに行き、長年自分を支えてくれた皎子にラブレターを書くのを退職後の目標にしようと、夜間中学に通う決意を固め入学手続きをして、帰宅後に家族に打ち明けた。皎子からは鉛筆を1ダースプレゼントされた。毎日授業開始の1時間前に学校に行き「あいうえお」から書き続け、7年後のクリスマスにようやくラブレターをかきあげた。その後、毎年クリスマスに渡していたが、4通目を渡す直前に皎子は急性心不全で天国に旅立ち4通目は棺に入れた。

## 登場人物
- 西畑保（にしはた たもつ）

和歌山県東牟婁郡熊野川町（現在の新宮市熊野川町）相須集落で1936年（昭和11年）1月5日に誕生。当時の家は山奥の炭焼小屋であった。1942年（昭和17年）4月に熊野川町立宮相小学校（現・新宮市立熊野川小学校）に入学したが、炭焼小屋からは片道3時間のため春から秋にかけての天気が良い日のみ登校していた。雁皮の皮を集めて売って得た100円（現在の価値でおよそ2万円）を家族にも取られられないようと常に身につけていたが、2年生のある日学校で落としてしまう。翌日教師が落とし主はいないかと問われて、名乗り出たが、貧困家庭と知られていたので、泥棒して得た金ではないか、教室でも今後泥棒するのではないかと、同級生や教師からいじめを受けたのでお金は諦めたものの、いじめはエスカレートして無視されるようになり、学校に行くのをやめた。表向きは片道3時間の学校が遠いからと嘘をついた。教師は家庭訪問して事実確認などをせず、校外で会った時も他人のふりをされた。8歳の時に集落内に引っ越しして学校へは徒歩10分程度になったが不登校を継続した。
知人の伝手で最初に就職した御所駅前の食堂では、新人イビリをする料理長や、わざわざ辞書で難しい字を調べて仕入れのメモを書いて渡す先輩もいた一方で、バイクの免許や調理師免許取得の手助けをする先輩もいた。
20代後半は泉佐野市の店で働いていて、釣り仲間も2人できたが、ある日釣り中に仲間が突然死、別の仲間も経営していた会社が潰れて友達を同時期に失った。
30歳の時に奈良市の寿司店に就職した。読み書きができない保を理解してくれて、64歳まで長期間勤務できた。
- 西畑皎子（にしはた きょうこ）

岡山県出身。結婚前は姉の美保子と大阪に住んでいて、タイピストをしていた。結婚後は一時期スーパーの惣菜販売のパートをしていたこともある。
2014年12月死去
- 西畑秀光（にしはた ひでみつ）

育ての父。先妻と死別したので、身重の体で離婚し里に戻った保の母・よしのと再婚した。先妻との間に娘の真知子がいた。1970年に死去。真知子家族と同居していたが、認知症の症状が出て晩年は要と暮らしていた。
- 西畑よしの（にしはた よしの）

保の母。三重県紀和町の生まれ。秀光と再婚し保を出産。その直後に妊娠し弟の要（かなめ）が生まれた。その後女児二人を生み、保は5人姉弟となる。1944年（昭和19年）11月、結核で死去。
- 西畑真知子（にしはた まちこ）

秀光と先妻との子で、保の3歳上。小学校へは一緒に通っていたが、いじめのことは打ち明けなかった。
- みなと

幼少期に近くの集落に住んでいた5歳年上の少年で、保は「兄ちゃん」と慕っていて唯一の友達であったが、大人たちは泥棒一家と軽蔑していた。小遣い稼ぎに雁皮の皮を集めて売るように教えられた。最後に会ったときは、実は一家で泥棒をしていて、自分は見張り役だったと白状した。警察に捕まってもう会えなくなるかもしれないと言っていたが、翌日水死体で発見された。

## 本作執筆までの経緯
2003年、応募企画「60歳のラブレター」（住友信託銀行主催）にて西畑保の投稿が金賞に選ばれる。
2020年11月3日、『ザ!世界仰天ニュース』（日本テレビ系）にて西畑夫妻の軌跡を紹介。そこで同番組司会者の笑福亭鶴瓶との繋がりができる。
2021年、鶴瓶の弟子である笑福亭鉄瓶が「ノンフィクション落語」の第1作として、西畑への取材に基づいた『生きた先に』を創作。その口演の記事を小倉孝保が目にして、西畑や鉄瓶などへの取材・執筆を始める。

## 書誌情報
- 小倉孝保『35年目のラブレター』
  - 単行本：2024年4月18日発売、講談社、ISBN 978-4-06-534849-9
  - 文庫本：2024年12月13日発売、講談社文庫、ISBN 978-4-06-537461-0

## 映画
2025年3月7日に公開された。監督・脚本は塚本連平、主演は笑福亭鶴瓶。撮影は奈良県奈良市や大和郡山市でも行われた。実話を基にしたオリジナル映画作品。

### キャスト
- 西畑保：笑福亭鶴瓶
- 西畑皎子：原田知世[3][6]
- 西畑保（青年時代）：重岡大毅[9]
- 西畑皎子（青年時代）：上白石萌音[9]
- 浩実：徳永えり[10]
- 美紀：ぎぃ子[10]
- 信介：辻本祐樹[10]
- 一秀：本多力[10]
- 佐和子：江口のりこ[10]
- 田中未来：瀬戸琴楓
- 山本翔太：白鳥晴都
- 光江：くわばたりえ[10]
- 逸美：笹野高史[10]
- 谷山恵：安田顕[10]

### スタッフ
- 監督・脚本：塚本連平
- 音楽：岩代太郎[11]
- 主題歌：秦基博「ずっと作りかけのラブソング」（UNIVERSAL MUSIC / AUGUSTA RECORDS）[12]
- 企画・プロデュース：森谷雄[11]
- プロデューサー：岡部圭一朗、谷口侑希[11]
- 制作プロデューサー：吉崎秀一[11]
- 音楽プロデューサー：津島玄一[11]
- キャスティングプロデューサー：林まゆみ[11]
- 宣伝プロデューサー：三橋剛
- ラインプロデューサー：松村龍一[11]
- 撮影：清久素延[11]
- 美術：久渡明日香[11]
- 照明：佐藤宗史[11]
- 装飾：平井浩一[11]
- 録音：中里崇[11]
- 編集：上野聡一[11]
- VFX：木村康次郎[11]
- 音響効果：伊藤瑞樹[11]
- スクリプター：黒木ひふみ[11]
- 衣装：宮本茉莉、江頭三絵[11]
- ヘアメイク：田中マリ子、梅原さとこ[11]
- 助監督：山本亮[11]
- 制作担当：淺野道啓[11]
- 配給：東映[6]
- 制作プロダクション：東映東京撮影所
- 企画：アットムービー
- 製作：「35年目のラブレター」製作委員会（東映、KDDI、アットムービー、朝日放送テレビ、ストームレーベルズ、東映ビデオ、朝日新聞社、講談社、BS12、ローソン）

## 朗読劇
2025年5月23日から25日まで、KAAT神奈川芸術劇場 大スタジオで公演された。主演は竹内良太。

### キャスト（朗読劇）
- 西畑保：竹内良太
- 西畑皎子：白石涼子
- 若かりし頃の西畑保：浦和希
- 若かりし頃の西畑皎子：久保ユリカ / 神谷早矢佳（Wキャスト）

### スタッフ（朗読劇）
- 原作：小倉孝保『35年目のラブレター』
- 脚本・演出：塚本連平